# Сорок чотири дерев'яні храми Львівщини
Сорок чотири дерев'яні храми Львівщини — книжка Олени Крушинської, дослідниці й популяризатора української архітектурної спадщини, авторки сайту «Дерев'яні храми України». Це перший український путівник, присвячений виключно пам'яткам дерев'яної архітектури. Вийшов 2007 року у серії путівників видавництва Грані-Т, яка згодом поповнилася іще однією книжкою Олени Крушинської «Два береги Збруча» (2008, у співавторстві з Дмитром Малаковим та Юрієм Козорізом).
Путівник «Сорок чотири дерев'яні храми Львівщини» проілюстрований картосхемами і фотографіями. До п'яти пропонованих маршрутів увійшли туристично цікаві дерев'яні храми Львівщини, тобто такі, що на момент створення книжки зазнали найменше переробок, зберегли мальовничість і шарм старовини, — від середньовічних дрогобицьких церков до польських костеликів першої половини ХХ ст.
Путівник відкривають слово від автора і передмова львівського архітектора Олега Рибчинського «Кишеньковий навігатор для пошуку дерев'яних церков», проілюстрована його графікою. Наприкінці книжки вміщено ілюстрований словничок термінів дерев'яної архітектури та перелік рекомендованої літератури.

## Маршрути
- В ОКОЛИЦЯХ ЛЬВОВА: Церква Пресвятої Трійці (Сихів) → Кугаїв → Підтемне → Комарно → Кліцько → Грімне → Горбачі;
- ЧЕРЕЗ ЖОВКІВЩИНУ ДО ПОТЕЛИЧА: Жовква → Воля-Висоцька → Крехів → Бесіди → Потелич → Белз;
- НА ДРОГОБИЧЧИНУ Й СКОЛІВЩИНУ: Меденичі → Дрогобич → Селець → Попелі → Добрівляни → Стрілків → Сколе → Нижня Рожанка → Верхня Рожанка;
- НА БЕРЕГИ ЗАХІДНОГО БУГА Й БРОДІВЩИНУ: Вислобоки → Дернів → Кам'янка-Бузька → Батятичі → Тадані → Волиця-Деревлянська → Буськ → Кути → Язлівчик → Махнівці;
- ДО ВЕРХІВ'Я ДНІСТРА: Ясениця-Замкова → Розлуч → Ісаї → Вовче → Бережок → Лімна → Дністрик.